# VfB Schönebeck
Der VfB 1906 Schönebeck war ein Sportverein im deutschen Reich mit Sitz in der Stadt Schönebeck im heutigen Salzlandkreis in Sachsen-Anhalt.

## Geschichte
Der Vorgängerverein FC Viktoria Schönebeck wurde im Jahr 1906 gegründet. Zusammen mit SC Germania Schönebeck kam es 1919 zur Fusion und der Verein erhielt den Namen VfB 1906 Schönebeck. Die Fußball-Mannschaft schaffte zur Saison 1928/29 erstmals den Aufstieg in den Gau Mittelelbe innerhalb der Mitteldeutschen Meisterschaft des VMBV. Am Ende der Saison konnte der Verein mit 16:28 Punkten über den 10. Platz die Klasse knapp halten. Nach der darauf folgenden Saison stand die Mannschaft punktgleich mit dem SV Straßfurt und dem SC Germania Magdeburg bei 13:27 Punkten, womit es Relegationsspiele um die Abstiegsplätze gab. Die Ergebnisse sind nicht überliefert, durch die Tatsache, dass der VfB aber auch in der folgenden Saison in der Liga spielte, ging dieser aus dieser Runde wohl als Sieger hervor. In den nächsten Jahren platzierte sich die Mannschaft zwar stets in den ersten Rängen, erreichte jedoch nie die Gaumeisterschaft. Nach der Machtergreifung der Nationalsozialisten wurde die Mannschaft bedingt durch die Abschlusstabelle der Saison 1932/33 in die zweitklassige Bezirksklasse Magdeburg-Anhalt versetzt.
Die erste Saison hier schloss die Mannschaft mit 27:17 Punkten auf dem vierten Platz ab. Bereits nach der Saison 1934/35 stieg die Mannschaft bedingt durch den 11. Platz mit 16:28 Punkten weiter in die 1. Kreisklasse Magdeburg ab. Aus dieser gelang als Sieger der nächsten Saison, die Qualifikation für die Aufstiegsrunde, wo dann auch mit 7:5 Punkten sowie 23:14 Toren der erste Platz erreicht und damit der Wiederaufstieg geschafft werden konnte. Der nächste Abstieg folgte dann nach der Saison 1937/38, am Ende derer der Verein mit 7:37 auf dem zwölften und damit letzten Platz stand. Ein weiterer Aufstieg konnte dann in den nächsten Jahren nicht mehr erreicht werden.
Zur Saison 1944/45 wurde die Mannschaft dann in die erstklassige Gauliga Mitte eingegliedert, dort wiederum dann in den Bezirk Magdeburg-Schönebeck. Über ausgetragene Spiele in dieser Saison ist nichts mehr bekannt. Diese wurde aufgrund des fortschreitenden Zweiten Weltkriegs jedenfalls nicht mehr zu Ende gespielt. Nach dem Ende des Krieges wurde der Verein dann aufgelöst.